# جيف مانينغ
جيف مانينغ (بالإنجليزية: Geoffrey Haydon Manning)‏ هو كاتب غير روائي ومؤرخ أسترالي، ولد في 1926 في Waikerie, South Australia ‏ في أستراليا، وتوفي في 12 سبتمبر 2018.